# Tom Clancy's The Division Resurgence
Tom Clancy's The Division Resurgence est un futur jeu mobile de tir à la troisième personne gratuit développé par Massive Entertainment et édité par Ubisoft. Il se déroulera dans le même monde que Tom Clancy's The Division et Tom Clancy's The Division 2, mais aura une histoire indépendante des deux jeux. Annoncé pour la première fois avec une bande-annonce le 7 juillet 2022,, le jeu sortira sur les appareils iOS et Android,.